# Alter Real

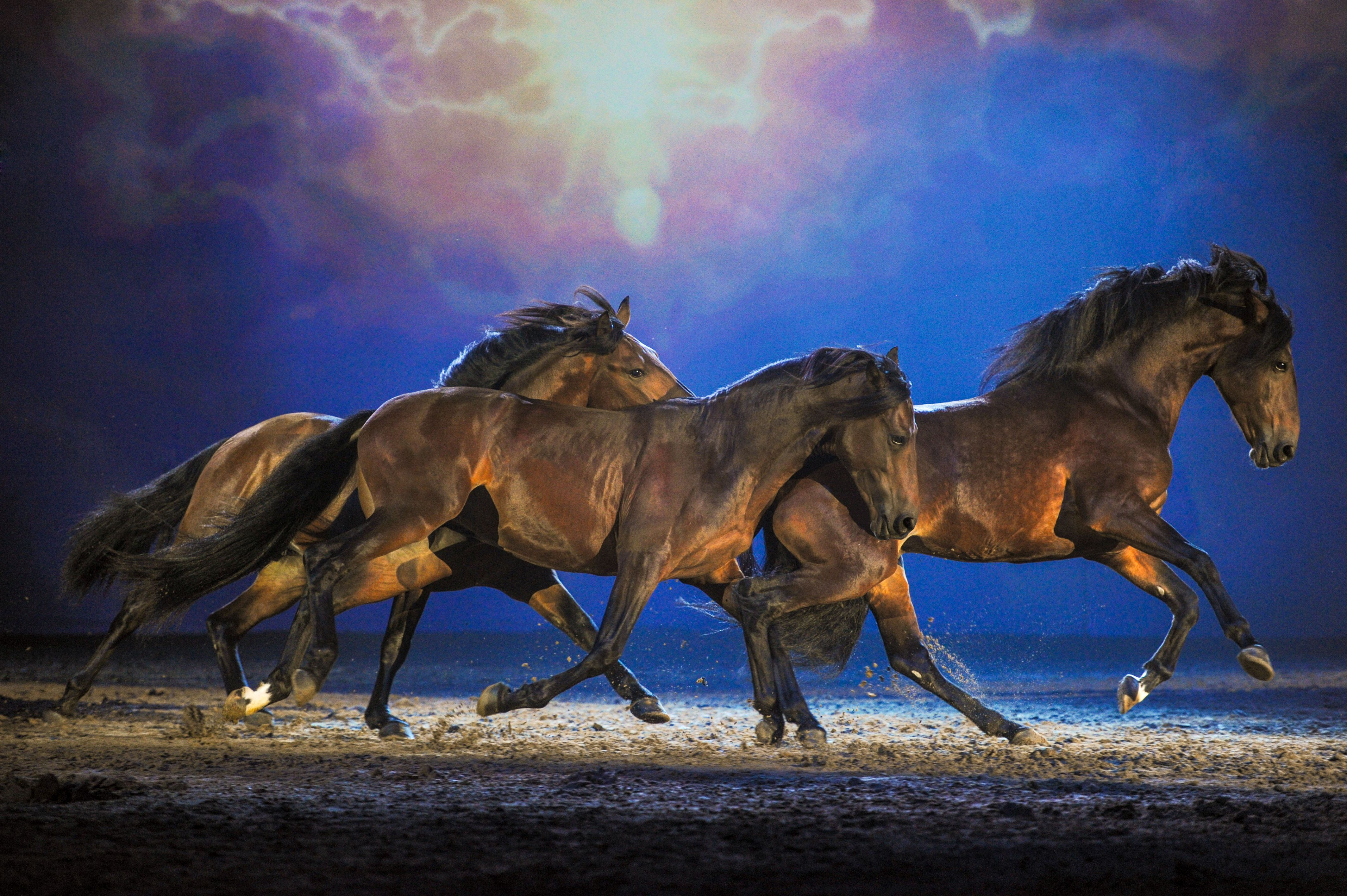
Cal din rasa Alter Real

Alter Real o rasă de cai originară din Portugalia, fiind creată în 1748 pentru suplinirea cailor din grajdurile regale din Lisabona.

## Caracteristici
Alter Real este la unele aspecte asemănător cu rasa pură spaniolă, având un cap elegant, cu ochii ascuțiți și blăniță închisă la culoare. Culoarea diferă, putând fi castaniu clar și închis, dar, în anumite cazuri, negru.